# Csombárd
Csombárd là một thị trấn thuộc hạt Somogy, Hungary. Thị trấn này có diện tích 8,99 km², dân số năm 2010 là 294 người, mật độ 33 người/km².